# Kanton Dijon-1
Dijon-1 is een kanton van het Franse departement Côte-d'Or. Het kanton maakt deel uit van het arrondissement Dijon.

## Gemeenten
Het kanton Dijon-1 omvatte tot 2014 de volgende gemeenten:
- Bretigny
- Brognon
- Clénay
- Dijon (deels, hoofdplaats)
- Orgeux
- Ruffey-lès-Echirey
- Saint-Apollinaire
- Saint-Julien
- Varois-et-Chaignot

Na de herindeling van de kantons bij decreet van 18 februari 2014, met uitwerking op 22 maart 2015, omvat het enkel nog een deel van Dijon.